# شنون (آلاباما)
شنون (به انگلیسی: Shannon) یک منطقهٔ مسکونی در ایالات متحده آمریکا است که در آلاباما واقع شده‌است. شنون ۱۹۶٫۹ متر بالاتر از سطح دریا واقع شده‌است.